# Ellsworth Vines
Henry Ellsworth Vines, Jr. (Los Angeles, 28 de Setembro de 1911 - La Quinta, 17 de Março de 1994) foi um tenista e golfista estadunidense.

## Grand Slam finais

#### Simples: 4 (3 títulos, 1 vice)
| Resultado | Ano  | Campeonato   | Piso  | Oponente      | Placar                   |
| --------- | ---- | ------------ | ----- | ------------- | ------------------------ |
| Campeão   | 1931 | U.S. Open    | Grama | George Lott   | 7–9, 6–3, 9–7, 7–5       |
| Campeão   | 1932 | Wimbledon    | Grama | Henry Austin  | 6–4, 6–2, 6–0            |
| Campeão   | 1932 | U.S. Open(2) | Grama | Henri Cochet  | 6–4, 6–4, 6–4            |
| Vice      | 1933 | Wimbledon    | Grana | Jack Crawford | 6–4, 9–11, 2–6, 6–2, 4–6 |

### Pro Grand Slam

#### Simples: 6 (5 títulos, 1 vice)
| Resultado | Ano  | Campeonato  | Piso   | Oponente      | Placar                  |
| --------- | ---- | ----------- | ------ | ------------- | ----------------------- |
| Campeão   | 1934 | Wembley Pro | Indoor | Hans Nüsslein | 4–6, 7–5, 6–3, 8–6      |
| Campeão   | 1935 | French Pro  | Saibro | Hans Nüsslein | 10–8, 6–4, 3–6, 6–1     |
| Campeão   | 1935 | Wembley Pro | Indoor | Bill Tilden   | 6–1, 6–3, 5–7, 3–6, 6–3 |
| Campeão   | 1936 | Wembley Pro | Indoor | Hans Nüsslein | 4–6, 4–6, 2–6           |
| Vice      | 1939 | French Pro  | Saibro | Don Budge     | 2–6, 5–7, 3–6           |
| Campeão   | 1939 | U.S. Pro    | Hard   | Fred Perry    | 8–6, 6–8, 6–1, 20–18    |

## Golfe

### Torneios Ganhos
- 1946 Massachusetts Open
- 1951 Southern California PGA Championship
- 1955 Utah Open